# Christophe Nobili
Christophe Nobili, né en 1971,, est journaliste permanent au Canard enchaîné depuis 2005, délégué syndical SNJ-CGT depuis 2022, lanceur d'alerte en 2022 concernant une présomption d'emploi fictif à la rédaction de l'hebdomadaire.

## Journaliste
Christophe Nobili travaille en tant que localier pour le Journal La Provence.
Christophe Nobili est journaliste pigiste pour le Canard enchaîné à partir de 1997, et devient rédacteur permanent en 2005. Jean-Luc Porquet est un de ses soutiens pour son recrutement comme journaliste permanent au Canard enchaîné

### Principales affaires dévoilées
En 2017, journaliste de l'hebdomadaire satirique, il dévoile l'affaire Fillon avec deux de ses collègues, Isabelle Barré et Hervé Liffran,.
En 2022, il découvre un autre emploi fictif, au sein de son propre journal : la femme d’un dessinateur André Escaro parti en retraite, payée pendant des années en lieu et place. Affaire faisant l'objet d'une plainte contre x aux mains de la justice. En juillet 2025, Michel Gaillard, président du Canard de 1992 à juillet 2023, Nicolas Brimo, qui lui a succédé, ainsi que l'ancien dessinateur André Escaro et sa compagne Edith Vandendaele, sont jugés devant la 11e chambre correctionnelle du tribunal de Paris.

### Activités syndicales
Depuis le 1er janvier 2018, le Canard enchaîné était dans l'obligation légale de se doter d'un Comité social et économique (CSE). Christophe Nobili crée une section syndicale fin 2021.
À fin avril 2022, la moitié des journalistes en CDI adhèrent au Syndicat national des journalistes CGT(SNJ-CGT),.
En mai 2022, la liste présentée au Canard enchaîné par le SNJ-CGT est élue lors de l'élection du Comité social et économique (CSE), avec une participation de plus de 73 % (60 votants sur 82 inscrits),.
Christophe Nobili devient délégué syndical SNJ-CGT.

### Tentative de licenciement
Christophe Nobili, reconnu comme lanceur d'alerte, est mis à pied par la direction du Canard enchaîné à la fin du mois de mars 2023 et convoqué à un entretien préalable au licenciement.
Le 15 mai 2023, puis de nouveau en août 2023, l'inspection du travail refuse le licenciement du journaliste, jugeant que celui-ci n’était pas tenu d’informer sa direction de son projet de livre, et considère qu’il y a un « lien » entre la demande de son licenciement et son mandat de délégué syndical,. En octobre 2023, la direction du « Canard enchaîné » en appelle au ministre du Travail pour lui faire valider le licenciement de Christophe Nobili, journaliste syndiqué et lanceur d’alerte,.
Malgré l'affaire en cours, la mise à pied initiale et les procès à venir, en janvier 2024 il signe de nouveau des articles au Canard enchaîné de ses initiales C.N., et puis de son nom complet. En avril 2024, le président de la société éditrice de l'hebdomadaire satirique, Érik Emptaz, saisit le tribunal administratif de Paris, son ultime voie de recours pour licencier Christophe Nobili,.
Le 28 février 2025, le conseil de prud'hommes de Paris condamne à titre personnel Michel Gaillard et Nicolas Brimo, respectivement ancien président et ancien directeur général du Canard enchaîné, pour discrimination syndicale à l'encontre de Christophe Nobili, délégué syndical SNJ-CGT,.

### Retour dans la rédaction
En 2024, sur le nouveau site internet du Canard, il est précisé dans la fiche de présentation de Christophe Nobili parmi les auteurs d'articles que « L’actualité des médias, les dérives de l’extrême droite et les écarts des politiques de tous bords constituent ses terrains de jeu préférés ».

## Article et ouvrage
- « Qui veut gagner 1 million à l'Euro Fillon ? », Isabelle Barré, Hervé Liffran et Christophe Nobili, Le Canard enchaîné  (ISSN 0008-5405), no 5023, 1er février 2017, p. 3
- Christophe Nobili, Cher Canard. De l'affaire Fillon à celle du Canard enchaîné, JC Lattès, 2023, 250 p. (ISBN 978-2709671859)[21].